# Миндра (комуна)
Миндра (рум. Mândra) — комуна у повіті Брашов в Румунії. До складу комуни входять такі села (дані про населення за 2002 рік):
- Ілень (725 осіб)
- Миндра (1147 осіб) — адміністративний центр комуни
- Риушор (456 осіб)
- Тодеріца (323 особи)
- Шона (288 осіб)

Комуна розташована на відстані 174 км на північний захід від Бухареста, 47 км на північний захід від Брашова.

## Населення
За даними перепису населення 2002 року у комуні проживали 2939 осіб.
Національний склад населення комуни:
| Національність | Кількість осіб | Відсоток |
| -------------- | -------------- | -------- |
| румуни         | 2754           | 93,7%    |
| цигани         | 155            | 5,3%     |
| угорці         | 19             | 0,6%     |
| турки          | 8              | 0,3%     |
| німці          | 2              | 0,1%     |
| поляки         | 1              | < 0,1%   |

Рідною мовою назвали:
| Мова      | Кількість осіб | Відсоток |
| --------- | -------------- | -------- |
| румунська | 2886           | 98,2%    |
| циганська | 26             | 0,9%     |
| угорська  | 17             | 0,6%     |
| турецька  | 8              | 0,3%     |
| німецька  | 2              | 0,1%     |

Склад населення комуни за віросповіданням:
| Релігія                                       | Кількість осіб | Відсоток |
| --------------------------------------------- | -------------- | -------- |
| православні                                   | 2809           | 95,6%    |
| греко-католики                                | 22             | 0,7%     |
| лютерани                                      | 18             | 0,6%     |
| бретрени                                      | 15             | 0,5%     |
| римо-католики                                 | 10             | 0,3%     |
| мусульмани                                    | 8              | 0,3%     |
| не релігійні                                  | 8              | 0,3%     |
| реформати                                     | 6              | 0,2%     |
| адвентисти                                    | 5              | 0,2%     |
| баптисти                                      | 2              | 0,1%     |
| лютерани (Синодально-пресвітеріанська церква) | 2              | 0,1%     |
| п'ятдесятники                                 | 1              | < 0,1%   |
| унітарії                                      | 1              | < 0,1%   |
| лютерани (Аугсбурзького сповідання)           | 1              | < 0,1%   |